# Desa Kajoran (administrativ by i Indonesien, lat -7,59, long 109,60)
Desa Kajoran är en administrativ by i Indonesien.   Den ligger i provinsen Jawa Tengah, i den västra delen av landet, 300 km sydost om huvudstaden Jakarta.